# دهستان دشت‌سر
دهستان دشت‌سر یک دهستان در ایران است که در بخش دابودشت شهرستان آمل در استان مازندران واقع شده‌است. دهستان دشت‌سر ۳۵٬۷۹۵ نفر جمعیت دارد.